# Amityville: Vanishing Point
Amityville: Vanishing Point é um filme de 2016 dirigido por Dylan Greenberg e o décimo quarto filme baseado no The Amityville Horror.

## Enredo
A lenda de Amityville vive quando um morador de uma pensão local morre em circunstâncias misteriosas. Suas duas melhores amigas, Brigitta e Bermuda, a irmã de Bermuda, Sentinel, e a dona da pensão, Ernie, estão absolutamente arrasadas. Isso não é ajudado pela chegada de um detetive excêntrico e crasso que nunca tira sua roupa de caubói, Hank Denton. A tensão aumenta quando as garotas começam a suspeitar que sua amiga Margaret ainda esteja viva; e como o comportamento do detetive se torna mais fora de controle, a própria casa pode muito bem estar se voltando para seus moradores.